# TSV Ebersgöns
Der TSV 1919 Ebersgöns e. V. ist ein deutscher Sportverein mit Sitz in der hessischen Stadt Butzbach im Wetteraukreis.

## Geschichte

### Floorball
Die Floorball-Mannschaft tritt in Wettbewerben als TSV Tollwut Ebersgöns auf. Als Meister der Regionalliga Hessen in der Saison 2017/18 meldete der Verein für die Aufstiegsrelegation zur 2. Bundesliga. Da es jedoch keine andere aufstiegswillige Mannschaft aus der Region Nord/West gab, durfte der Verein schließlich ohne Qualifikationsspiele aufsteigen. Am Ende der ersten Saison in der 2. Liga schloss die Mannschaft mit 30 Punkten auf dem dritten Platz der Tabelle ab und verpasste somit knapp die Playoffs. Denselben Platz erreichte man auch nach der Saison 2019/20, diese Platzierung entstand jedoch durch den vorzeitigen Abbruch des Spielbetriebs aufgrund der COVID-19-Pandemie. 2021/22 wurden die Tollwütigen Staffelsieger im Süd/Westen.
Im Pokal trat der TSV in der Spielzeit 2018/19 ab der 2. Runde an und konnte sich beim MFBC Schkeuditz/Leipzig mit 5:9 durchsetzen. In der 3. Runde war aber dann nach einem 8:4 beim VfL Red Hocks Kaufering schließlich dann auch Schluss. In der Saison 2019/20 scheiterte dann aber bereits in der 2. Runde beim SC DHfK Leipzig mit 9:7.
Bei der Deutschen Kleinfeldmeisterschaft 2023 in Dinklage erlangte Ebersgöns mit einem 10:4-Sieg gegen die Hannover Mustangs im Finale den nationalen Titel.
In der Saison 2024/25 konnten die „Tollwütigen“ neben einen erneuten Einzug in die Play-offs der 2. FBL auch die Teilnahme am Final4 2025 erspielen, nachdem man im Viertelfinale gegen den Bundesligisten VfL Red Hocks Kaufering gewann.

### Handball
Die Handball-Abteilung bildet seit 1988 zusammen mit dem TSV Niederkleen und dem TSV Oberkleen die HSG Kleenheim-Langgöns. Deren erste Frauen-Mannschaft in der 3. Liga spielte.